# Lista de representantes permanentes da Macedónia do Norte nas Nações Unidas
Esta é uma lista de representantes permanentes da Macedónia do Norte, ou outros chefes de missão, junto da Organização das Nações Unidas em Nova Iorque.
A Macedónia do Norte foi admitida como membro das Nações Unidas a 8 de abril de 1993.
| Início | Término | Representante permanente (Chefe de missão) | Cargo                    | Credenciais |
| ------ | ------- | ------------------------------------------ | ------------------------ | ----------- |
| 1993   | 1997    | Denko Maleski                              | Representante permanente |             |
| 1997   | 2001    | Naste Calovski                             | Representante permanente | 1997-02-07  |
| 2001   | 2003    | Srgjan Kerim                               | Representante permanente | 2001-07-03  |
| 2004   | 2007    | Igor Džundev                               | Representante permanente | 2004-09-17  |
| 2008   | 2011    | Slobodan Tasovski                          | Representante permanente | 2008-03-07  |
| 2011   | 2014    | Pajo Avirovikj                             | Representante permanente | 2011-05-13  |
| 2014   | atual   | Vasile Andonoski                           | Representante permanente | 2014-03-14  |